# BoxeR
Pour les articles homonymes, voir Boxer.
Lim Yo-Hwan (romanisation révisée : Im Yo-Hwan ; surnom : Lim), plus connu sous son pseudonyme SlayerS_`BoxeR` (souvent raccourci en Boxer), est un des joueurs coréens les plus connus du jeu de stratégie en temps réel créé par Blizzard Entertainment, le célèbre StarCraft. Né le 4 septembre 1980 en Corée du Sud, il est devenu l’un des joueurs de jeu vidéo les plus célèbres de tous les temps.

## Biographie
Il est entré dans le monde des progamers le 2 février 2001 et s’est rapidement imposé avec sa race de prédilection, les Terrans. Connu comme « l’empereur Terran », Boxer a un style de jeu extrêmement créatif. Il a remporté le World Cyber Games à deux reprises (WCG) ainsi que la OnGameNet Starleague (OSL) deux fois également. Il détient un record en étant resté numéro 1 dans le classement KeSPA pendant 17 mois consécutifs, de novembre 2001 à mars 2003.
Il est considéré comme une légende vivante en Corée du Sud. Pratiquement tout coréen âgé de 12 à 30 ans le connaît et il est reconnu dans la rue à travers tout le pays. Son fan club, créé il y a seulement quelques années, a près de 600 000 membres actifs,, il doit avoir des gardes du corps pour le protéger des fans hystériques à chacune de ses apparitions, une biographie est parue en 2003 ainsi qu’un DVD avec tous ses meilleurs matchs. Il est également un des joueurs les mieux rémunérés, avec des revenus annuels estimés entre 250 000 dollars et un million de dollars.
En 2006, il a été élu par mtv.com parmi les 10 joueurs de jeux vidéo les plus influents de tous les temps.
En 2006, Boxer joue toujours au plus haut niveau en se plaçant 14e dans le classement KeSPA de juillet 2006. Son dernier match professionnel remonte au 3 octobre 2006, lors d’un superfight contre Hong Jin-ho ([NC]…YellOw), qu’il remporta par 3 à 2. Son palmarès, en matchs officiels télévisés, est de 500 victoires et 336 défaites.
Il est de retour dans son équipe SKT1 après avoir passé 2 ans dans l’armée, même s’il continue à s’entraîner à StarCraft avec son équipe, ses apparitions dans le championnat Proleague sont très rares. En effet, son équipe SKT1 laisse plutôt la jeune génération s’épanouir.
En octobre 2010, Boxer se retire officiellement de la scène StarCraft: Brood War pour commencer sa carrière en tant que progamer à StarCraft 2: Wings of Liberty,. Un mois plus tard il fonda sa propre équipe : "SlayerS" (sls),. Un show télé appelé Boxer's Wings a suivi sa transition de StarCraft: Brood War vers Starcraft 2.
Entre 2011 et 2012, même si BoxeR ne joue plus, son équipe fait parler d'elle : deux victoires en GSTL, plus des éclats de divers joueurs comme Mun "MMA" Seong Won ou Jung "Genius" Min Soo. L'Empereur reprend le clavier et la souris après avoir été invité à la première édition de l'Iron Squid de Pomf et Thud, même s'il ne dépasse pas les poules. Malgré la séparation de SlayerS en novembre 2012, le célèbre Terran assure sa carrière en tant que coach chez SKT1, équipe de sa jeunesse. Cependant depuis le 26 septembre 2013 Boxer a quitté l'équipe SK Telecom T1 pour des problèmes de santé inconnus.[réf. nécessaire]

## Entraînement
Comme un véritable lutteur de sumo professionnel, Lim vit, avec son équipe, dans un véritable camp d’entraînement. Les 15 membres du Camp « T1 » (sponsorisé par une des plus importantes entreprises de Corée) vivent dans 2 luxueux appartements adjacents situés près de Séoul, la capitale. Les cyber athlètes y vivent dans des conditions spartiates, partageant les chambres, à 2 ou 3 par pièce. Un cuisinier vient tous les jours leur préparer le repas mais les tâches ménagères sont réalisées par les membres de l’équipe les plus jeunes.
Ils se lèvent vers 11 heures du matin, prennent leur petit déjeuner puis se rendent dans la salle de séjour où 15 ordinateurs dernier cri sont installés. C’est là que l’équipe passe sa journée d’entraînement, restant généralement de 10 à 12 heures devant l’ordinateur, à jouer et à tester de nouvelles tactiques.
Pour rester en forme, Lim Yo Hwan prend des vitamines et pratique quelques activités physiques (musculation, jogging…). Mais les parties de son corps qui sont le plus sollicitées sont ses doigts, qui réalisent environ 400 actions par minute pendant une partie.
L’entraîneur de l’équipe, Seo Hyung Suk, 27 ans, décrit la profession comme étant extrêmement difficile, loin de l’image idyllique (être payé à jouer) qu’en a le grand public. Le rythme de l’entraînement et la pression de la compétition sont terribles et rares sont ceux qui peuvent y résister.

## Citations
- « It’s a tough job to be a pro gamer, but I feel people are recognizing it as a real profession »[réf. nécessaire]
- « Sponsorship by a bank shows that the gaming industry is gaining respect »[réf. nécessaire]

## Vie privée
Lim Yo-Hwan est marié à une actrice sud-coréenne Kim Ka Yeon, aussi connue sous le pseudonyme SlayerS`Jessica.

## Palmarès

### StarCraft: Brood War
| Place | Année     | Compétition                                     |
| ----- | --------- | ----------------------------------------------- |
| 2     | 2007      | Donors Camp Dream Match                         |
| 2     | 2005      | So1 OnGameNet StarLeague                        |
| 2     | 2004      | EVER OnGameNet Starleague                       |
| 1     | 2004      | G-Voice OnGameNet Challenge League              |
| 2     | 2004      | KT-KTF Premiere League 통합 Championship        |
| 3     | 2003      | Jeju International Game Tournament              |
| 1     | 2003      | Toona Big4 Special                              |
| 2     | 2003      | Ting KBC Super Game Show Tournament             |
| 3     | 2003      | Olympus OnGameNet Starleague                    |
| 1     | 2003      | KTF Bigi Four Kings Battle                      |
| 2     | 2002-2003 | KTEC KPGA Winners Championship                  |
| 1     | 2002      | WCG Grand Finals                                |
| 2     | 2002      | SKY OnGameNet Starleague                        |
| 3     | 2002      | Pepsi Twist KPGA Tour 3 League                  |
| 1     | 2002      | KPGA Tour 1 League                              |
| 1     | 2002      | iTV Adieu 2001! Super Gosu Match                |
| 2     | 2001      | SKY OnGameNet Starleague                        |
| 1     | 2001      | GGTV Star Wars Episode 2                        |
| 2     | 2001-2002 | iTV Ranking 3 League                            |
| 1     | 2001      | WCG Grand Finals                                |
| 1     | 2001      | WCG Korea Finals                                |
| 2     | 2001      | iTV All-Star 8 Exhibition                       |
| 1     | 2001      | Coca-Cola OnGameNet Starleague                  |
| 1     | 2001      | OnGameNet Last 1.07 Special Match               |
| 1     | 2001      | 1 Game-Q Starleague                             |
| 1     | 2001      | ZZGame.com 32 Progamer Invitational             |
| 1     | 2001      | Hanbitsoft OnGameNet Starleague                 |
| 1     | 2000      | Samsung Digital KIGL King of Kings Tournament   |
| 3     | 2000-2001 | iTV 2 Ranking League                            |
| 1     | 2000      | Korea.cnet Game Tournament                      |
| 2     | 2000      | Fall Samsung Digital Korea Internet Game League |
| 2     | 2000      | 1 Game-Q Starleague                             |